# Xtranormal
Xtranormal war eine Website, die mit einer künstlichen Stimme versehen, Computer animierte Videoclips präsentierte. Die Videoclips konnten von jedem Nutzer erstellt und mit einem frei herunterladbaren Programm bearbeitet und hochgeladen werden.
Im Juni 2013 gab das Unternehmen bekannt, dass die Online-Dienste ab 31. Juli 2013 heruntergefahren werden. Ab August 2013 wurde der Inhalt ihrer Website durch eine einfache Seite ersetzt.
Seit 16. Mai 2014 ist die Website wieder verfügbar, dieses Mal durch eine andere Firma betrieben. Nach diesem Datum war kein Erstellen oder Abrufen von Videos möglich.
Zwischen Ende Juli 2015 und Beginn September 2015 wurde das neue Angebot (ähnliche Inhalte wie das ursprüngliche Xtranormal) auf einer anderen Domain aktiviert. Seitdem befindet sich auf der Webseite nur ein Hinweis auf die neue Domain.
Videoclips konnten entweder mit einer herunterladbaren Testversion (beschränkt auf die Erstellung einfacher Clips) erstellt werden oder der Clip wurde direkt online auf der Webseite erstellt und gespeichert. 
Während YouTube nur die Möglichkeit bietet, bereits fertige Videos hochzuladen, hatte man bei Xtranormal die Möglichkeit, aus einer Art „Baukasten“ verschiedene Figuren, Umgebungen und Hintergründe mit künstlichen Stimmen zu einem selbst produzierten, animierten Video in 3D zusammenzustellen. Dafür waren keine speziellen Kenntnisse oder besonders leistungsfähige Computer nötig. 
Die auf mehreren Sprachen verfügbare Website bekam etwa 65 Prozent ihrer Zugriffe aus den Vereinigten Staaten.